# Jordi Arquer i Saltor
Jordi Arquer i Saltor (Barcelona, 17 de març de 1907 - Perpinyà, 1981) fou un polític i escriptor català.
Fill de Jaume Arqué i Clapés i Josefa Saltó i Serra, professor creador de l'escola catalana de Bellcaire d'Urgell, mort l'any 1926.

## Vida
Durant la dictadura de Miguel Primo de Rivera participà en l'oposició clandestina, col·laborant amb els grups independentistes de Francesc Macià. Fou soci del Centre Autonomista de Dependents del Comerç i de la Indústria de Barcelona (CADCI) del qual en va dirigir la secció de treball i el periòdic Lluita, òrgan d'aquesta secció. El 1927, fou un dels fundadors del Cercle d'Estudis Marxistes, constituït clandestinament al si de l'Ateneu Enciclopèdic Popular, i, el 1928, participà en el congrés clandestí que va crear el Partit Comunista Català, el qual va atraure militants marxistes d'Estat Català. Quan el PCC i la FCCB es fusionaren el 1930, en el Bloc Obrer i Camperol (BOC), Arquer també hi fou present.
Durant la Segona República Espanyola, va advocar perquè es formés l'Aliança Obrera. Des d'aquest federació, va participar en la creació del Partit Obrer d'Unificació Marxista (POUM) el 1935. En el seu escrit 'Los comunistas ante el problema de las nacionalidades ibéricas (1931), després de repassar la història de Catalunya i del moviment catalanista, es mostra partidari al reconeixement del dret d'autodeterminació de Catalunya i assenyalà la conveniència d'una unió de Repúbliques Socialistes d'Ibèria. Quan esclatà la guerra civil espanyola entre 1936 - 1939, fou un dels organitzadors i caps de la columna del POUM, que operà al front d'Aragó.
Va escriure en diversos periòdics: L'Hora, Treball i La Batalla, i també en Front, L'Espurna i La Terra (òrgan dels rabassaires).
El 1939, es va exiliar a França, on va formar part activa del Moviment Socialista de Catalunya, de la mateixa manera que ho faria després a Mèxic. Continuà col·laborant en les revistes publicades a Amèrica: Endavant, L'Insurgent, Quaderns de l'exili i La Nostra Revista, de Mèxic; Ressorgiment, de l'Argentina; Germanor, de Xile i altres.
Des del 1977, residí temporalment a Barcelona. Va reunir una important biblioteca sobre la guerra civil i l'exili, que va ser posteriorment adquirida per la Fondation Internationale d'Études Historiques et Sociales sur la Guerre Civile d'Espagne de 1936-1939 -FIEHS-, establerta físicament a Perpinyà, però constituïda a Suïssa. Darrere de la FIEHS hi havia la Fundació Jaume Bofill, qui finançava el seu fons, el local, el personal, etc. La biblioteca de Jordi Arquer, reunida durant el seu llarg exili a Mèxic i a França, va esdevenir el nucli de la col·lecció bibliogràfica de la FIEHS, el fons de la qual va passar a formar part del Centre d'Estudis Històrics Internacionals de la Universitat de Barcelona el 1977, i ara es troba dipositat a la Biblioteca del Pavelló de la República de la Universitat de Barcelona.
Es conserva part dels seus arxius i de la seva biblioteca a la Biblioteca Universitària Droit-Lletres de la universitat de Perpinyà. La Universitat de Lleida conserva 717 llibres escrits o traduïts pel mateix Jordi Arquer.
El CRAI Biblioteca de Fons Antic de la Universitat de Barcelona conserva altres obres que van formar part de la biblioteca personal d'Arquer, així com un exemple de les marques de propietat que van identificar els seus llibres al llarg de la seva vida.

## Obres
Va traduir diverses obres de Marx, Lenin, Stalin i Bukharin.
- El Comunisme i la qüestió nacional i colonial (1930), traduït de Lenin, Stalin i Bukharin
- Crítica del programa de Gotha (1936), traduït de Karl Marx
- De Pi i Margall al Comunisme (1931)
- El problema de Cataluña visto por un comunista[9]
- Los comunistas ante el problema de las nacionalidades ibéricas (1931)[2]
- L'evolució del problema agrari a Rússia, des de la servitud feudal al Comunisme (1934)
- Las interpretaciones del marxismo (1937)[2]
- El futur de Catalunya i els deures polítics de l'emigració catalana (1943)[2]